# Икрамджанов, Акмаль Тураевич
Акмаль Тураевич Икрамджанов (узб. Akmaljon Toʻrayevich Ikromjonov; род. 20 апреля 1952, Ташкент, Узбекская ССР, СССР) — советский, узбекский художник. Народный художник Узбекистана (1998), академик Академии художеств Узбекистана (1997). Лауреат Государственной премии Узбекской ССР имени Хамзы (1990).

## Биография
Родился 20 апреля 1952 года в Ташкенте. В 1971 году окончил Республиканское художественное училище им. П. Бенькова. С 1971 по 1977 годы учился в Институте живописи, скульптуры и архитектуры им. И. Репина, где его учителями были известные художники Е. Е. Моисеенко, А. А. Мыльников, В. М. Орешников, А. Л. Королев. 
С 1977 по 1982 годы работал преподавателем в Государственном институте искусств и культуры имени Маннона Уйгура, с 1990 года — профессор Государственного института искусств Узбекистана. В 1997 году стал действительным членом Академии художеств Узбекистана. В 1998 году ему было присвоено почётное звание народного художника Узбекистана. В 1999 году на студии «Узбектелефильм» об Акмале Икрамджанове был снят документальный фильм «Акмаль».

## Творчество
Уже с ранних произведений Икрамджанова стали очевидны масштабы его дарования. Со второй половины 1980-х годов художник запечатлел в своих картинах облик и духовный мир своих соотечественников, природу родного края и его богатства, исторических деятелей, острые социальные проблемы: «Художник Баходир Джалолов» (1976), «Портрет Чингиза Ахмарова» (1980), «Земля Сурхандарьинская» (1985), «Рахимбобо», «Портрет Бодомхон Ая» (1986), «Алишер Навои», «Камолиддин Бехзод» (1988), «Посвящение Бабуру» (1990), «Портрет Мирзо Улугбека» (1994), «Фруктовый натюрморт», «Натюрморт с кумганом» (1996). 
Заслуживает внимания также серия портретов современников, созданных как подражание итальянскому художнику Пьеро дела Франчески и немецкому живописцу Гансу Гольбейну. Художник пробовал себя и в стиле авангарда, это картины: диптих «Небесные испытания» (2011), «Зелёный круг в поисках равновесия» (2015), «Большой букет» (2020). 
Работы художника экспонировались на национальных и зарубежных выставках. Его произведения находятся в собраниях республиканских и зарубежных музеев и частных коллекциях. Пейзажи «Голубая песня», «Весна», «Горный ручей», «Нежный цветок» (1998–2002) украшают дворец Оксарой в Ташкенте. За произведения: триптих «Виды Заамина» (1988), «Чакмок» (1989), «Аральское море – моя боль» (1989—1990), в 1990 году художник был удостоен Государственной премии Узбекской ССР имени Хамзы.

## Награды
- Народный художник Узбекистана (1998)
- Лауреат Государственной премии Узбекской ССР имени Хамзы (1990)[1]